# Parafia św. Antoniego Padewskiego w Łysakowie
Parafia pw. Świętego Antoniego Padewskiego w Łysakowie – parafia rzymskokatolicka należąca do dekanatu ciechanowskiego zachodniego, diecezji płockiej, metropolii warszawskiej. 

## Kościół parafialny
Obecny murowany kościół zbudowany w 1881 na miejscu poprzednich drewnianych. Obok drewniana dzwonnica z przełomu XVIII/XIX w.